# 1999年中国大陆
| 中国历史 / 中国历史年表 |
| 世紀： 19世纪中国 / 20世纪中国 / 21世纪中国 |
| 年代： 1960年代中国大陆 / 1970年代中国大陆 / 1980年代中国大陆 / 1990年代中国大陆 / 2000年代中国大陆 / 2010年代中国大陆 / 2020年代中国大陆                     |
| 年份： 1995年中国大陆 / 1996年中国大陆 / 1997年中国大陆 / 1998年中国大陆 / 1999年中国大陆 / 2000年中国大陆 / 2001年中国大陆 / 2002年中国大陆 / 2003年中国大陆 |
| 纪年： 己卯年（兔年）、中华人民共和国成立50周年 |

## 黨和國家領導人

### 最高領導人
- 中國共產黨中央委員會總書記：江澤民

### 國家元首
- 中華人民共和國主席：江澤民

### 政府首腦
- 中華人民共和國國務院總理：朱鎔基

## 大事記

### 1月
- 1月4日，重庆市綦江县虹桥垮塌，40人死亡，14人受伤，直接经济损失631万元。
- 1月5日，中国正式组建缉私警察队伍。
- 1月9日，中国南极冰盖考察队到达南极冰盖最高区域。

### 2月
- 2月10日，腾讯公司即时通信服务开通。
- 2月24日，中國西南航空4509號班機在瑞安墜毀，機上61人全部遇難。

### 4月
- 4月8日，吉林省延边朝鲜族自治州汪清县发生7.1级深源地震，未造成人员伤亡。
- 4月15日，大韓航空貨運6316號班機在上海市莘莊鎮墜毀，造成機上3人及地面5人死亡。
- 4月20日，寧夏回族自治區首府銀川市一件震驚全國的特大襲警爆炸案。造成4名警察死亡。一個多月後，涉案人員被抓獲，其中四人于7月20日被槍決。
- 4月25日，北京发生四二五上访事件。

### 5月
- 5月1日，1999年昆明世界園藝博覽會開幕。
- 5月5日，浙江省常山县发生一起交通事故，32人死亡，17人受伤。
- 5月8日，北約轟炸機發射五枚聯合直接攻擊彈藥擊中了中國駐貝爾格萊德大使館，當場炸死三名中國記者，炸傷數十人，造成大使館建築的嚴重損毀，事件導致1999年中国反美示威活动的發生。

### 6月
- 6月28日，广州地铁1号线全线开通商业运营。

### 7月
- 7月9日，李登辉抛出两国论。引发大陆媒体大面积批判。
- 7月10日，1999年国际足联女子世界杯决赛在美国加利福尼亚州帕萨迪纳玫瑰碗体育场举行，中国队在阶段被美国队5比4击败，屈居亚军。
- 7月22日，取締法輪功。

### 8月
- 8月15日，开展三个月清理整顿农村合作基金会，移交当地农村信用合作社。
- 8月28日，北京市西单文化广场和闹市口大街建成[1]。
- 8月下旬，最高人民法院率先发起《全国法院优秀裁判文书评选》大型活动。

### 9月
- 9月2日10时45分，中国兵器工业集团公司八○五厂TDI(甲苯二异氰酸酯)生产线光气室爆炸，3人死亡，5人重伤，8人轻伤，直接经济损失4821.8万元。
- 9月3日至9月6日，72小时网络生存测试在北京、上海、广州三地举行。
- 9月16日，上海浦东国际机场正式通航。
- 9月20日，北京首都国际机场2号航站楼开始试运行。
- 9月20日，上海轨道交通2号线试运营。
- 9月28日，北京地铁复八线试运营。

### 10月
- 10月1日，北京举行建国50周年阅兵及群众游行活动。
- 10月1日，北京市面的全部退役[2]。
- 10月3日，贵州兴义市马岭河缆车坠毁特大事故，14人死22人伤[3][4]。
- 10月8日-16日，天津市举办世界体操锦标赛。
- 10月23日，北京北二环路发生油罐车追尾公共汽车事故，无人伤亡。[5]
- 10月24日，新疆泽普县赛力乡派出所发生恐怖袭击事件。
- 10月28日，上海轨道交通2号线对外开放。[6]

### 11月
- 11月15日，中美两国政府在北京签署关于中国加入世界贸易组织的双边协议。
- 11月20日，神舟一号发射升空。
- 11月24日，烟台11·24特大海难，「大舜」號汽車渡輪船上共有旅客船員302人，搶救生還22人，其餘280人遇難或失蹤。

### 12月
- 12月5日，河南郑州发生一起特大银行抢劫案，五名劫匪抢劫郑州一家银行，导致该行损失抢走208万元。
- 12月5日，1999年中国足球甲A联赛最後一輪發生渝沈假球案。
- 12月20日，澳門政權由葡萄牙移交至中華人民共和國。
- 12月26日15时10分，安徽省巢湖市柘皋镇一大客车，在S101线48公里+450米处与定远县化建公司一装载危险爆炸物货车相撞，起火，20分钟后引发6万支雷管爆炸，造成两车驾驶员、货车押运员及前来援助和围观的群众20人死亡、轻重伤57人。